# Aphaniosoma merzi
Aphaniosoma merzi är en tvåvingeart som beskrevs av Ebejer 2007. Aphaniosoma merzi ingår i släktet Aphaniosoma och familjen gulflugor.
Artens utbredningsområde är Uzbekistan. Inga underarter finns listade i Catalogue of Life.